# Nephilengys
Nephilengys este un gen de păianjeni tropicali din familia Nephilidae, include 6 specii descrise până în prezent. În Africa de Sud se mai numesc și Păianjeni pustnici.

## Descriere
Femelele au o lungime între 10 - 28 mm, iar masculii au între 3 - 6 mm. Regiunea cefalică a prosomei este mai largă și voluminoasă. Spre deosebire de alți păianjeni din familia Nephilidae, aceștia au carapacea acoperită cu spini. Marginile carapacei sunt căptușite cu un rând de perișori lungi și albi. 

## Modul de viață
Nephilengys este genul ce cuprinde cele mai sinantropice specii din familia Nephilidae (găsiță și în jurul locuințelor umane). Ei construiesc pânze ce acoperă suprafața unor trunchiuri de copaci sau pereți. Pânza poate avea până la 1metru în diametru. Lângă pânză ei țes din mătase o ascunzătoare tubulară, în care se retrag dacă sunt iritați. Ascunzătoare este perpendiculară în raport cu planul pânzei. Zonele detiorate ale pânzei sunt mereu refăcute. Spre deosebire de genul Nephila, aceștia nu produc mătase galbenă. 

Nephilengys sunt păianjeni nocturni, cea mai mare parte a zilei o petrec în tub.

## Reproducere
Dimorfismul sexaul este accentuat. Femelele sunt cu mult mai mari decât masculii, de exemplu femela speciei Nephilengys malabariensis este de 20 mm, iar masculul de 4 mm. Masculii adulți nu construiesc pânze, ci locuiesc împreună cu femele. La masculi lipsesc glandele sericigene ce produc mătasea. Masculii de multe ori se împerecheze cu o femela când această nu demult năpârlise. Deoarece părțile chitinizate ale corpului, cum ar fi chelicerele, sunt moi și femela nu poate mușca. Transferul spermei are loc cu ajutorul pedipalpilor. Deseori, articolele terminale ale pedipalpului rămâne blocat în orificiul femel. 

## Răspândire
Speciile Nephilengys sunt răpândite regiuni tropicale și subtropicale din Africa sub-sahariană și Australia. Specia Nephilengys cruentata a fost probabil introdusă în America de Sud din Africa tropicală. 

## Sistematică
Kuntner sugerează că Nephilengys kenmorei nu aparține genului dat, și ar trebui să fie plasat în familia  Araneidae, iar că Nephilengys hirta este un sinonim mai tânăr al Eustala fuscovittata (Araneidae); Nephilengys niahensis va fi, probabil, sinonimizat cu Nephilengys malabarensis. Nephilengys papuana, pe de altă parte, trebuie să se desprindă de Nephilengys malabarensis, care este astăzi considerată o populație fără rang taxonomic.
- Nephilengys borbonica Vinson, 1863 (Réunion)
- Nephilengys cruentata Fabricius, 1775 (Africa, America)
- Nephilengys dodo Kuntner & Agnarsson, 2011 (Mauritius)
- Nephilengys livida Vinson, 1863 (Madagascar, insulele Comoro, Seychelles)
- Nephilengys malabarensis Walckenaer, 1842  (Asia de Sud-Est, Australia)
- Nephilengys papuana Thorell, 1881 (Noua Guinee, Queensland)